# Eesti Demobiliseeritud Sõjaväelaste Liit
Die Eesti Demobiliseeritud Sõjaväelaste Liit (Union der demobilisierten Soldaten Estlands – DSL) war eine Veteranenorganisation und Kleinpartei im Estland der 1920er Jahre.

## Hintergrund
1918 rief Estland seine Loslösung vom russischen Reich und seine staatliche Souveränität aus. Im folgenden Estnischen Freiheitskrieg (1918–1920) konnte sich die junge Republik erfolgreich gegen Sowjetrussland zur Wehr setzen. Im Friedensvertrag von Tartu vom 2. Februar 1920 erkannte Sowjetrussland die Unabhängigkeit Estlands an.

## Gründung und Programmatik
Im Januar 1921 gründete sich im südestnischen Tartu die „Union der demobilisierten Soldaten Estlands“ (Eesti Demobiliseeritud Sõjaväelaste Liit). Sie verstand sich als allgemeine Interessenvertretung der Kriegsveteranen. Die Union war eine weitgehend unpolitische Organisation, die sich vor allem um die wirtschaftlichen und politischen Belange der Kriegsveteranen kümmerte, die Anregung zu Denkmälern gab und Kriegsmemoiren aufzeichnete. Daneben sollte der patriotische „Geist des Freiheitskrieges“ an die estnische Jugend weitergegeben werden. Dem Verband gehörten auf dem zweiten Kongress 1922 bereits 44.000 Mitglieder in 148 Regionalgruppen an. Er war zu einer Massenorganisation angewachsen.

## Partei
Bei der Parlamentswahl 1923 trat der Verband das einzige Mal bei Wahlen an. Ziel war eine bessere Durchsetzung der Veteraneninteressen auf der politischen Bühne. Das Wahlergebnis enttäuschte: nur 5.670 Wähler gaben der Liste ihre Stimme. Mit 1,2 Prozent der Stimmen konnte der Verband einen Abgeordneten, den Wirtschaftsexperten Heinrich Laretei, ins Parlament (Riigikogu) entsenden. Die Parteigründung der Veteranen scheiterte. Laretei trat später dem kleinbäuerlichen „Siedlerverband“ bei.

## Auflösung
Nach der Gründung des Heimwehrverbands Kaitseliit löste sich die „Union der demobilisierten Soldaten Estlands“ 1925 auf. Einzelne Regionalgruppen existierten noch weiter.